# Hypostomus hemicochliodon
Hypostomus hemicochliodon és una espècie de peix de la família dels loricàrids i de l'ordre dels siluriformes.

## Morfologia
Els mascles poden assolir els 23 cm de longitud total.

## Distribució geogràfica
Es troba a Sud-amèrica: riu Amazones al Perú, Equador i Brasil, i riu Orinoco a Veneçuela.